# Ngawa, Ngawa
Ngawa, också känt som Aba, är ett härad i Ngawa, en autonom prefektur för tibetaner och qiang-folket i Sichuan-provinsen i sydvästra Kina.